# Svádov
Svádov (německy Schwaden) je část statutárního a krajského města Ústí nad Labem v České republice, spadající pod městský obvod Ústí nad Labem-Střekov. Nachází se na pravém břehu řeky Labe ve východní části města, asi 4 km od jeho centra. Sestává ze tří základních sídelních jednotek (Svádov, Olšinky a Budov) na dvou katastrálních územích (Svádov a Budov u Svádova). Při sčítání lidu roku 2011 měla městská část Svádov 310 domů a 1097 obyvatel, z toho na vlastní ZSJ Svádov připadalo 234 domů a 816 obyvatel, na Olšinky 71 a 270, na Budov 5 a 11.

## Historie
První písemná zmínka o Svádově pochází z roku 1188, kdy šlechtic Hroznata vesnici věnoval johanitům, kteří v ní založili svádovskou komendu.

## Ochrana životního prostředí
Na území Svádova zasahují dvě zvláště chráněná území. Celá oblast je součástí chráněné krajinné oblasti České středohoří. Ta byla vyhlášena 19. března 1976 výnosem ministerstva kultury ČSR na ploše 1063 km2 k „ochraně typického pohoří, tvořeného třetihorními vyvřelinami s řadou významných ekosystémů a velkou druhovou rozmanitostí.“ Při východní hranici se v katastrálním území Olešnic nachází přírodní památka Loupežnická jeskyně. Ta byla zřízena roku 2001 na zhruba 13 hektarech za účelem ochrany „rozsáhlé puklinové jeskyně v neovulkanickém masivu a populací letounů a mloka skvrnitého“.

## Obyvatelstvo
Při sčítání lidu v roce 1921 zde žilo 1 118 obyvatel (z toho 556 mužů), z nichž bylo 51 Čechoslováků, 1 042 Němců, jeden příslušník jiné národnosti a 24 cizinců. Většina se hlásila k římskokatolické církvi, ale osmnáct lidí patřilo k evangelickým a dva k jiným nezjišťovaným církvím a 33 lidí bylo bez vyznání. Podle sčítání lidu z roku 1930 měla vesnice 1 167 obyvatel: 121 Čechoslováků, 1 030 Němců, jednoho příslušníka jiné národnosti a patnáct cizinců. Většina lidí byla římskými katolíky, ale žilo zde také 23 evangelíků, čtyři členové církve československé, tři členové jiných nezjišťovaných církví a 85 lidí bez vyznání.
| Rok            | 1869 | 1880 | 1890 | 1900 | 1910 | 1921 | 1930 | 1950 | 1961 | 1970 | 1980 | 1991 | 2001 | 2011 |
| -------------- | ---- | ---- | ---- | ---- | ---- | ---- | ---- | ---- | ---- | ---- | ---- | ---- | ---- | ---- |
| Počet obyvatel | 541  | 591  | 679  | 1081 | 1832 | 1954 | 1959 | 1236 | 1248 | 1161 | 1176 | 1092 | 1047 | 1097 |
| Počet domů     | 97   | 106  | 112  | 148  | 186  | 205  | 229  | 261  | 258  | 218  | 254  | 277  | 288  | 310  |

### Náboženský život
Ve Svádově sídlí římskokatolická farnost, která spadá pod ústecký vikariát litoměřické diecéze. Územně pod ní dále náleží Březí, Malé Březno, Nový Les, Olešnice, Valtířov, Varta, Velichov, Velké Březno a Vítov.

## Pamětihodnosti
- Kostel svatého Jakuba Většího v horní části Svádova byl postaven roku 1477 na místě staršího kostela, v 17. století přestavěn. Během 20. století zchátral, nyní se postupně opravuje. Na západní věži zavěšen zvon z roku 1494 a zvon ze 14. století, který je nejstarším zvonem v okrese Ústí nad Labem. V minulosti zde byly též tři další zvony, dnes nezvěstné – zvon z roku 1655 od Hanse Binnstocka z Pirny, zvon z roku 1671 od Friedricha Michala Schönfelda z Prahy a zvon z roku 1676 od zvonaře Crommela.[11]
- Fara ve Svádově, barokní z roku 1731, jejím autorem je pražský architekt Václav Špaček[12]
- Kaplička v Budově na návsi, z poloviny 19. století, obdélná, s trojúhelníkovým štítem a vížkou pro zvon
- Lidové usedlosti čp. 12 a 14 v Budově, zděné s hrázděnými patry
- Zaniklý svádovský hrad na místě domu čp. 13
- Budovský vodopád a navazující rokle, kterou v měkkém tufovém podloží vytvořil potůček, spadající ze stráně pod Budovem, tento vodopád si dostal i do Rakouské opery jako kulisa.
- Zámek Svádov
- Skála Svádov

## Galerie

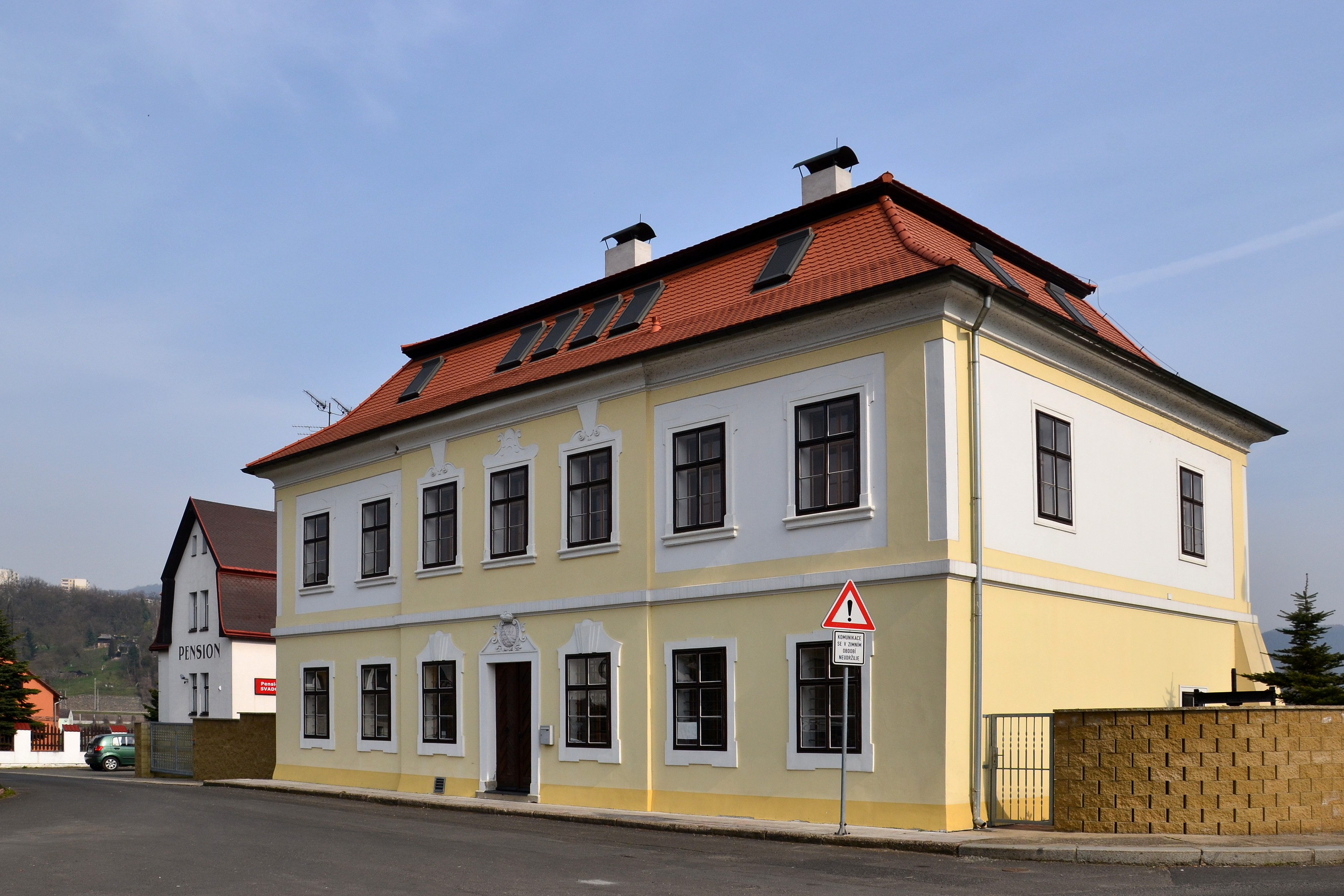
Fara
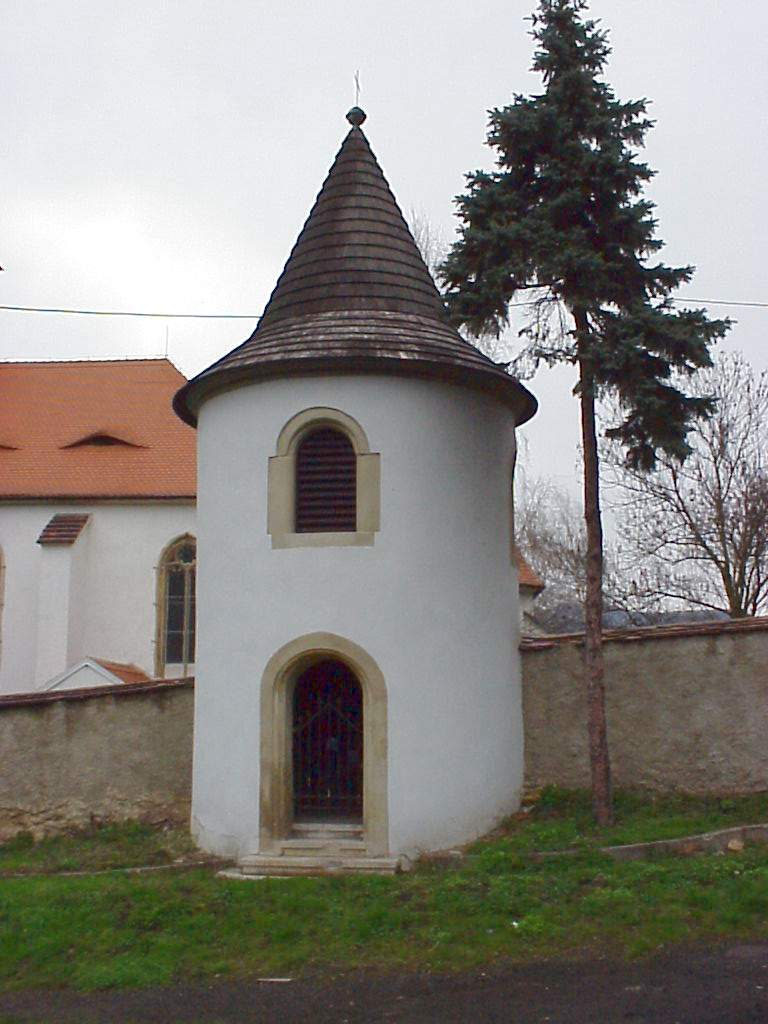
Románská rotunda ve Svádově
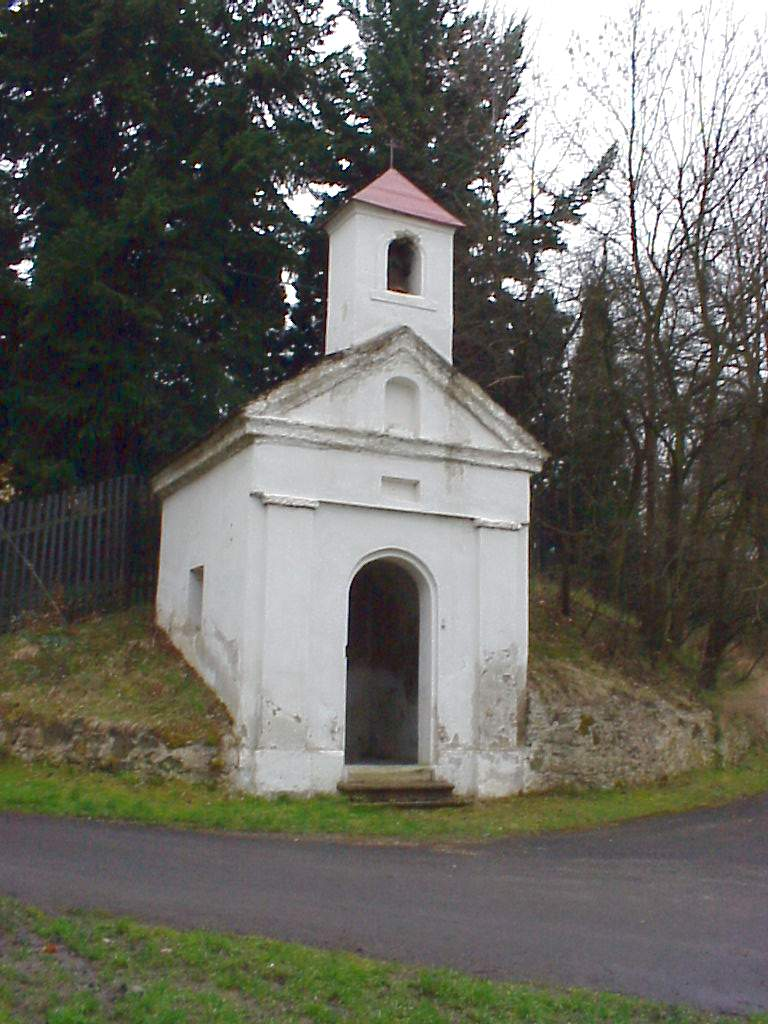
Kaplička v Budově